# Fuldamobil N-1
Das Fuldamobil N-1 ist ein Automodell der Elektromaschinenbau Fulda GmbH und wurde unter der Marke Fuldamobil angeboten. Es erschien 1951 als Nachfolger des Fuldamobil N und wurde 1952 vom Fuldamobil N-2 abgelöst.

## Karosserie
Sowohl die geschlossene als auch die offene zweitürige Karosserie bot Platz für zwei Personen. Die Türen waren wie bei allen Modellen des Fuldamobils an der B-Säule angeschlagen. Im Gegensatz zum Vorgänger besaß dieses Fahrzeug eine Karosserie mit gewöhnlicher Front und eine relativ steile Frontscheibe, dadurch war das Fahrzeug 13 cm länger. Bei den letzten Modellen des N-1 wurde auf das Holzgerippe gehämmertes Aluminiumblech genagelt. Die Lackierung entfiel. Daher erhielt dieses Modell den Spitznamen Silberfloh.

## Antrieb
Der luft- bzw. gebläsegekühlte Einzylinder-Zweitaktmotor von Baker & Pölling verfügte über 247 cm³ Hubraum und leistete 8,5 PS. Er war vor dem einzelnen Hinterrad montiert und trieb über eine Kette das Hinterrad an. Die Höchstgeschwindigkeit betrug 75 km/h.

## Neupreis und Stückzahl
Der Neupreis betrug 2490 DM. Es entstanden zwischen August 1951 und September 1952 etwa 320 Exemplare.